# Chironomus nigriventris
Chironomus nigriventris är en tvåvingeart som först beskrevs av Wulp 1858.  Chironomus nigriventris ingår i släktet Chironomus och familjen fjädermyggor.
Artens utbredningsområde är Nederländerna. Inga underarter finns listade i Catalogue of Life.